# Грузинская фамилия
Грузинская фамилия — фамилия, носителями которой являются грузины.

## Происхождение
Большинство грузинских фамилий происходят от отчеств, реже от топонимов, с добавлением различных суффиксов. Грузинские фамилии, как правило, различаются в той или иной части страны.
Грузинские фамилии заканчиваются на следующие суффиксы: -дзе (Орджоникидзе), -швили (Джугашвили), -ури (Гигаури), -ули (Гурули), -ани (Газделиани), -иа (Берия), -уа (Гогуа), -ава (Окуджава), -ая (Гурцкая), -ши (Халваши), -ели (Церетели), -ети (Осети), -ати (Чинати), -ити (Дзимити).
Часть фамилий образуется от крестильных имен, то есть даваемых при рождении: Николадзе, Тамаридзе, Георгадзе, Давиташвили, Матиашвили, Нацвлишвили, Ниношвили и др.
Значительно реже встречаются фамилии, образованные от мусульманских имен различного происхождения: Джапаридзе («джафар», если только эта фамилия не образована от персидского dzapar — «почтальон»), Каландаришвили (от перс. kalantar — «первый человек в городе»), Нариманидзе и др.
Большинство же фамилий (особенно на «-дзе») образованы от других менее ясных основ: Вачнадзе, Кавтарадзе, Чхеидзе, Енукидзе, Орджоникидзе, Чавчавадзе, Сванидзе (სვან — «сван»), Ломинадзе (ლომი «ломи» — «лев»), Гаприндашвили, Жижганашвили, Хидашвили, Хананашвили, Джугашвили (ჯუგა, «джуга» — «сталь» на древнегрузинском).
Помимо этих двух основных типов (патронимических по происхождению), имеются и другие, менее распространенные, но также весьма полно представленные типы фамилий, указывающих на место или семью, из которой родом их носитель. Одним из этих типов являются фамилии на «-ели» (редко «-али»): Руставели, Церетели и др.
В западной и центральной Грузии многие фамилии оканчиваются на суффикс «-дзе» (груз. ძე), буквально означающий «сын» (устар.) Это окончание самое распространённое, встречается почти везде, реже на востоке. В основном такие фамилии распространены в Имерети, в районах Орджоникидзе, Тержола фамилии на «-дзе» охватывают более 70 % всех жителей, а также в Гурии, Аджарии, встречаются также в Картли и Рача-Лечхуми. Примеры: Гонгадзе (Имеретия), Думбадзе (Гурия), Силагадзе (Лечхуми), Арчуадзе (Рача). Из-за широкого распространения этого окончания определить происхождение трудно, в этом случае надо обращать внимание на корень фамилии.
Фамилии в восточной Грузии (а также у грузинских евреев) чаще оканчиваются на «-швили» (груз. შვილი), что означает «ребёнок, дитя» (фактически, оба этих окончания (-ძე и -შვილი) являются синонимами). В Кахетии большинство фамилий имеют именно окончание -შვილი. В Картли также много таких фамилий. Реже встречается в западной Грузии.
Фамилии из восточных горных провинций часто в Грузии могут оканчиваться суффиксом «-ури» (груз. ური), или «-ули» (груз. ული), если в корне присутствует буква «р» (Гигаури, Циклаури, Гурули, Чкареули). Это окончание встречается в основном у восточных горцев, таких как хевсуры, пшавы, туши, мтиулы, хевинцы и так далее.
Суффикс, -ели - по названию местности (Руставели, Церетели)
У сванов фамилии как правило оканчиваются на «-ани» (груз. ანი), но сейчас это окончание встречается также и в других регионах западной Грузии. В основном в Лечхуми, реже в Раче и Имерети. В восточной Грузии встречается. «-ани» — 129204 человека. Примеры: Газделиани (Сванетия), Дадешкелиани (Сванетия, княжеская фамилия), Мушкудиани (Лечхуми), Ахвледиани (княжеская фамилия сванская)(Лечхуми), Геловани (Лечхуми, княжеская фамилия), Иоселиани (Имерети), Жоржолиани (Имерети), Чиковани (Мегрелия), Дадиани (Мегрелия — княжеская фамилия, они были владетелями всей Мегрелии). Дадиани является бывшим титулом, ставшим впоследствии фамилией.
У мегрелов — на «-иа» (груз. ია), «-уа» (груз. უა) (Примеры: Горицавия, Гамсахурдия, Берия), или «-ава» (груз. ავა) (Примеры: Ткебучава, Циргвава, Окуджава), или «-ая» (груз. აია) (Примеры: Цулая, Хасая, Гурцкая).
У лазов — на «-ши» (груз. ში). Всего около 7 тыс. человек. В основном встречается в Аджарии и Гурии. Например: Тугуши (Аджария-Гурия).

## История
Первые упоминания о грузинских фамилиях относятся к VII—VIII векам. В большинстве своём они были связаны с названиями местностей (например, Павнели, Сурамели, Орбели), с отчествами или же получены от профессий, общественного положения или звания, которое традиционно носил род (например: Амилахвари, Амиреджиби, Эристави, Деканозишвили). Начиная с XIII века фамилии чаще стали основываться на названиях местностей. Эта традиция распространилась практически повсеместно в XVII—XVIII веках.

## Статистика
По данным доклада 2012 года Агентства гражданского реестра Грузии, наиболее распространёнными грузинскими фамилиями, зарегистрированными в стране, являются:
| # | На грузинском | На русском                                   | Частотность |
| - | ------------- | -------------------------------------------- | ----------- |
| 1 | ბერიძე        | Беридзе (Аджария)                            | 21 033      |
| 2 | კაპანაძე      | Капанадзе (Имеретия)                         | 14 449      |
| 3 | გელაშვილი     | Гелашвили (Картлия)                          | 13 912      |
| 4 | მაისურაძე     | Майсурадзе (Картлия)                         | 12 586      |
| 5 | გიორგაძე      | Гиоргадзе (Имеретия)                         | 10 827      |
| 6 | ლომიძე        | Ломидзе (Картлия)                            | 9 980       |
| 7 | წიკლაური      | Циклаури (Пшавия, Хевсурети, Мтиулети, Хеви) | 9 977       |

## Имена
Среди грузинских имён немало имён, которые свидетельствуют о связях грузин с соседними народами на различных этапах истории.

### Женские имена
9 наиболее распространённых имён в Грузии (на 2012, по базе данных).
| # | Грузинское имя | На русском | Частотность |
| - | -------------- | ---------- | ----------- |
| 1 | ნინო           | Нино       | 246 879     |
| 2 | მარიამ         | Мариам     | 100 982     |
| 3 | თამარ          | Тамара     | 97 531      |
| 4 | ნანა           | Нана       | 69 653      |
| 5 | ნათია          | Натия      | 66 947      |
| 6 | ანა            | Анна       | 64 980      |
| 7 | ლია            | Лия        | 55 059      |
| 8 | ქეთევან        | Кетеван    | 50 272      |
| 9 | მაია           | Майя       | 45 952      |

### Мужские имена
11 наиболее распространённых имён в Грузии (на 2012, по базе данных).
| #  | Грузинское имя | На русском        | Частотность |
| -- | -------------- | ----------------- | ----------- |
| 1  | გიორგი         | Гиорги (Георгий)  | 193 828     |
| 2  | დავით          | Давид             | 90 713      |
| 3  | ნიკოლოზ        | Николоз (Николай) | 59 784      |
| 4  | ზურაბ          | Зураб             | 49 403      |
| 5  | ალექსანდრე     | Александр         | 45 488      |
| 6  | ლევან          | Леван             | 40 488      |
| 7  | თეიმურაზ       | Теймураз (Тимур)  | 36 834      |
| 8  | ირაკლი         | Ираклий           | 35 150      |
| 9  | მიხეილი        | Михеили (Михаил)  | 28 232      |
| 10 | ლუკა           | Лука              | 27 692      |
| 11 | გოჩა           | Гоча              | 22 063      |